# 唐津海誠二
唐津海 誠二（からつうみ せいじ、1988年8月3日 - ）は、佐賀県唐津市西唐津出身で玉ノ井部屋に所属した元大相撲力士。本名は佐々木 誠二（ささき せいじ）。身長182cm、体重189kg、血液型はO型。最高位は西幕下12枚目（2011年11月場所）。

## 来歴
地元の中学校を卒業して2004年3月場所に玉ノ井部屋（関脇・栃東）から初土俵。初土俵時から四股名は出身地の名前に因んだ「唐津海」を名乗っている。同期生には豊真将、木村山、磋牙司、里山、白乃波、益荒海、大岩戸、出羽鳳らがいる。
入門時の体重は137kgであり、体重の増加とともに番付が上がる傾向にある。初土俵から4年後の2008年5月場所で幕下に初昇格しているが、心臓の不整脈治療のため2009年5月場所から3場所連続全休をすると、復帰した同年11月場所は序二段の下位。しかし復帰2場所目の2010年1月場所は7戦全勝で寺下との優勝決定戦も制して序二段優勝。復帰5場所目の同年7月場所で幕下復帰している。三段目に下がっていた2011年9月場所で7戦全勝の三段目優勝をすると、翌11月場所では一気に、関取昇進の可能性があると言われる幕下15枚目以内の番付へと上がった。しかしここから2場所連続で負け越し、幕下上位に定着はできなかった。2016年3月場所は三段目の地位で7戦全勝とするも、優勝決定戦でこの場所で三段目付出デビューを果たした小柳に敗れて2度目の三段目優勝は果たせなかった。2018年5月場所で三段目では3度目となる7戦全勝を記録し、佐藤山との優勝決定戦に勝利し2度目の三段目優勝を果たした。2021年5月場所限りで現役引退した。

## 略歴
- 2004年3月場所 - 玉ノ井部屋から初土俵
- 2004年5月場所 - 序ノ口初昇格
- 2004年11月場所 - 序二段初昇格
- 2005年11月場所 - 三段目初昇格
- 2008年5月場所 - 幕下初昇格
- 2009年5月場所 - 初の休場。以降、3場所連続全休
- 2009年11月場所 - 土俵復帰
- 2010年1月場所 - 序二段優勝
- 2011年9月場所 - 三段目優勝（1回目）
- 2018年5月場所 - 三段目優勝（2回目）
- 2019年3月場所 - 三段目優勝（3回目）
- 2021年5月場所 - 引退

## 主な成績
- 通算成績：322勝350敗35休（102場所）
- 各段優勝：三段目優勝3回（2011年9月場所、2018年5月場所、2019年3月場所）、序二段優勝1回（2010年1月場所）

| | 一月場所 初場所（東京） | 三月場所 春場所（大阪） | 五月場所 夏場所（東京）   | 七月場所 名古屋場所（愛知） | 九月場所 秋場所（東京）   | 十一月場所 九州場所（福岡） |
| --- | ----------------------- | ----------------------- | ------------------------- | --------------------------- | ------------------------- | --------------------------- |
| 2004年 （平成16年） | x                       | （前相撲）              | 西序ノ口12枚目 2–5        | 西序ノ口20枚目 3–4          | 東序ノ口23枚目 5–2        | 東序二段89枚目 3–4          |
| 2005年 （平成17年） | 西序二段107枚目 6–1     | 西序二段27枚目 4–3      | 西序二段6枚目 1–6         | 西序二段44枚目 4–3          | 西序二段23枚目 5–2        | 東三段目89枚目 4–3          |
| 2006年 （平成18年） | 東三段目71枚目 2–5      | 西三段目96枚目 5–2      | 東三段目60枚目 4–3        | 東三段目41枚目 1–6          | 東三段目78枚目 3–4        | 東三段目94枚目 4–3          |
| 2007年 （平成19年） | 東三段目74枚目 5–2      | 東三段目45枚目 3–4      | 東三段目61枚目 2–5        | 西三段目81枚目 2–5          | 東序二段7枚目 6–1         | 東三段目46枚目 4–3          |
| 2008年 （平成20年） | 東三段目34枚目 4–3      | 東三段目18枚目 6–1      | 西幕下40枚目 4–3          | 西幕下31枚目 2–5            | 東幕下46枚目 2–5          | 西三段目3枚目 3–4           |
| 2009年 （平成21年） | 東三段目20枚目 5–2      | 東幕下57枚目 1–6        | 東三段目26枚目 休場 0–0–7 | 西三段目86枚目 休場 0–0–7   | 西序二段46枚目 休場 0–0–7 | 西序二段116枚目 5–2         |
| 2010年 （平成22年） | 西序二段64枚目 優勝 7–0 | 西三段目64枚目 6–1      | 東三段目9枚目 5–2         | 西幕下51枚目 4–3            | 西幕下41枚目 2–5          | 西三段目2枚目 2–5           |
| 2011年 （平成23年） | 東三段目28枚目 1–6      | 八百長問題 により中止   | 東三段目67枚目 4–3        | 西三段目39枚目 5–2          | 西三段目11枚目 優勝 7–0   | 西幕下12枚目 3–4            |
| 2012年 （平成24年） | 東幕下18枚目 3–4        | 東幕下24枚目 2–5        | 東幕下42枚目 5–2          | 西幕下27枚目 4–3            | 西幕下22枚目 3–4          | 西幕下29枚目 4–3            |
| 2013年 （平成25年） | 東幕下24枚目 1–6        | 西幕下47枚目 4–3        | 東幕下37枚目 2–5          | 西幕下55枚目 1–6            | 西三段目28枚目 1–6        | 西三段目65枚目 6–1          |
| 2014年 （平成26年） | 東三段目10枚目 1–6      | 東三段目45枚目 5–2      | 東三段目19枚目 4–3        | 西三段目8枚目 3–4           | 西三段目23枚目 2–5        | 東三段目51枚目 6–1          |
| 2015年 （平成27年） | 東三段目筆頭 4–3        | 西幕下54枚目 4–3        | 東幕下46枚目 1–6          | 東三段目21枚目 1–6          | 西三段目58枚目 5–2        | 西三段目28枚目 4–3          |
| 2016年 （平成28年） | 西三段目12枚目 3–4      | 東三段目25枚目 7–0      | 東幕下15枚目 3–4          | 西幕下20枚目 2–5            | 西幕下35枚目 2–5          | 西幕下51枚目 1–6            |
| 2017年 （平成29年） | 東三段目22枚目 1–6      | 東三段目59枚目 6–1      | 東三段目6枚目 4–3         | 西幕下57枚目 1–6            | 東三段目32枚目 2–5        | 東三段目54枚目 6–1          |
| 2018年 （平成30年） | 西三段目3枚目 1–6       | 東三段目35枚目 3–4      | 西三段目49枚目 優勝 7–0   | 東幕下29枚目 5–2            | 西幕下16枚目 2–5          | 西幕下34枚目 1–6            |
| 2019年 （平成31年 /令和元年） | 東三段目9枚目 1–6       | 西三段目39枚目 優勝 7–0 | 西幕下26枚目 0–7          | 西三段目筆頭 1–6            | 東三段目35枚目 3–4        | 西三段目52枚目 4–3          |
| 2020年 （令和2年） | 西三段目36枚目 5–2      | 西三段目12枚目 4–3      | 感染症拡大 により中止     | 東三段目3枚目 1–6           | 西三段目32枚目 休場 0–0–7 | 西三段目32枚目 2–5          |
| 2021年 （令和3年） | 東三段目57枚目 1–6      | 東三段目86枚目 4–3      | 東三段目66枚目 引退 0–0–7 | x                           | x                         | x                           |
| 各欄の数字は、「勝ち-負け-休場」を示す。 優勝 引退 休場 十両 幕下 三賞：敢=敢闘賞、殊=殊勲賞、技=技能賞 その他：★=金星 番付階級：幕内 - 十両 - 幕下 - 三段目 - 序二段 - 序ノ口 幕内序列：横綱 - 大関 - 関脇 - 小結 - 前頭（「#数字」は各位内の序列） |                         |                         |                           |                             |                           |                             |

## CM
- 萬坊・呼子いかまんじゅう (KBC) 2006年[2]

## 改名歴
- 唐津海 誠二（からつうみ せいじ） 2004年3月場所 - 2021年5月場所